# Démétrios de Phalère
Pour les articles homonymes, voir Démétrios.
Démétrios de Phalère (en grec ancien Δημήτριος ὁ Φαληρεύς), né vers 360 av. J.-C. et mort en 282 av. J.-C., fut un orateur et homme d'État athénien. Philosophe aristotélicien, péripatéticien et écrivain fécond, il fut élève et disciple d'Aristote et de Théophraste, et ami de Ménandre. C'est l’un des fondateurs de la bibliothèque d'Alexandrie. Il mourut vers 282 av. J-C, selon Diogène Laërce, d'une morsure de vipère aspic.

## Biographie

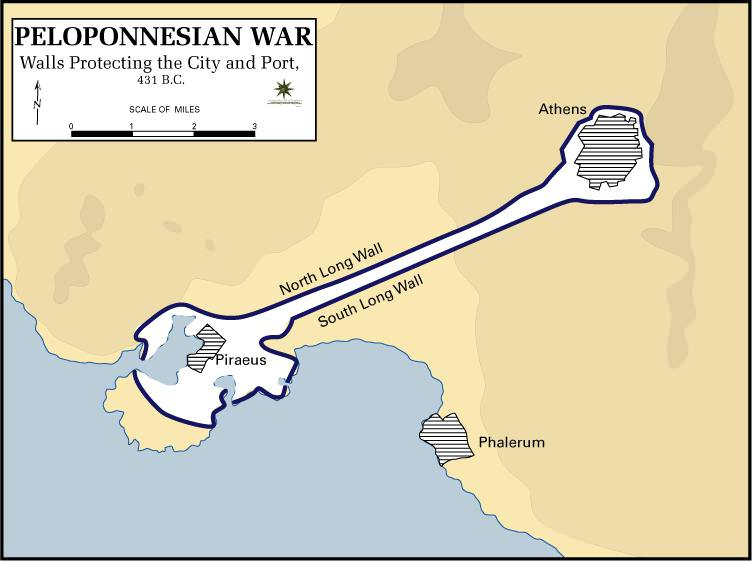
Plan de la région de l’Attique durant la Guerre du Péloponnèse. Au sud du port du Pirée, se trouve la ville de Phalère (Phalerum).

Né à Phalère, en Attique, vers 360 av. J.-C., il était le fils d'un certain Phanostratos, peut-être apparenté aux généraux Timothée et Conon. Il reçut sa formation au Lycée auprès d'Aristote et de son successeur Théophraste, dont il devint par la suite le protecteur.
Proche de Phocion, il participa en 322 à l'ambassade envoyée auprès d'Antipater pour négocier la fin de la guerre lamiaque ; au moment de la chute de Phocion en 318, il se réfugia auprès de Nicanor, représentant de Cassandre roi de Macédoine à Athènes. Après la reprise en main de la ville, il fut nommé gouverneur d'Athènes par Cassandre en 317. Il est ainsi « élu par le peuple, législateur et épimélète » et restera dix ans à la tête d’Athènes, malgré une loi de -336 qui était censée limiter les tentatives de dictature. En philosophe péripatéticien, ses mesures portent clairement la marque de l'enseignement de l'école d'Aristote, qui l'avait nommé curateur de ses possessions ; les liturgies (chorégie et triérarchie) furent abolies sous son gouvernement. Démétrios de Phalère conserva un régime censitaire, tout en affaiblissant l'ecclésia ainsi que la boulè. D'autre part il créa les gynéconomes qui avaient pour fonction moralisante de surveiller les femmes.
Athènes connut une certaine prospérité et une certaine stabilité, sa politique extérieure étant subordonnée à celle de Cassandre. Il gouverna de manière favorable aux riches et fut très impopulaire. Athénée rapporte que Démétrios vivait dans le luxe. D'après Diogène Laërce, il avait une concubine du nom de Lamia, Athénienne de haute naissance, alors qu'il prescrivait l'austérité à ses concitoyens.

Plan de la ville d’Alexandrie entre le IIIe et le IIe siècle avant J.-C. En 9 : l’emplacement du Mouseîon et de la Bibliothèque.

Chassé d'Athènes par Démétrios Poliorcète en 307, il se réfugia à Alexandrie après s'être rendu à Thèbes. Il fonda la bibliothèque et le Mouseîon avec le soutien de Ptolémée Ier dont il devint le conseiller, et fut, selon la lettre d'Aristée, à l'initiative de la Septante auprès de son successeur Ptolémée II.  Il voulut persuader Ptolémée Ier de choisir comme héritier un fils de son premier lit (probablement Ptolémée Kéraunos). Néanmoins, le roi choisit finalement le futur Ptolémée II Philadelphe, qui exila Démétrios en Haute-Égypte. Héraclide Lembos raconte dans l’Abrégé des Successions de Sotion, que Ptolémée Ier avait songé à se démettre de la royauté en faveur de Ptolémée Philadelphe, mais que Démétrios l’en avait détourné en lui disant : « Si tu la donnes, tu ne l’auras plus ». Après son exil forcé hors d’Alexandrie sous le règne de Ptolémée II Philadelphe, lui succéderont au poste de bibliothécaire certains grands noms comme Zénodote, Callimaque ou Ératosthène. 

## Liste des œuvres
Diogène Laërce fit un catalogue des écrits de Démétrios en déclarant : « Par la quantité de livres et le nombre de lignes, il dépasse presque tous les péripatéticiens de son temps, tout en étant doté plus que quiconque d'une bonne éducation et d'une vaste expérience. Parmi ses livres il y en a d'historiques, d'autres politiques, d'autres sur les poètes, d'autres rhétoriques, rassemblant des discours prononcés tant à l'Assemblée qu'à l'occasion d'ambassades sans compter des recueils de fables à la manière d'Ésope et beaucoup d'autres. ». Il y eut un problème de relecture car le nombre de livres est très inférieur à celui d'Aristote ou de Théophraste. Il semble que ce catalogue soit composé à partir de deux listes, d'où la répétition de certains titres. Il n'est pas complet dans la mesure où d'autres auteurs antiques lui attribuent des œuvres philosophiques, des discours judiciaires et fictifs, une liste des archontes, un livre sur l'interprétation des rêves, une collection des apophtegmes des sept sages, ainsi que l'Aristarchmos et le Boeotiakos.
Des œuvres qu'il avait composées ne nous sont parvenus que des fragments. Il nous reste sous son nom un Traité de l'élocution [Du Style], dont il n'est cependant pas l'auteur, et qui est l'œuvre du grammairien Démétrios d'Alexandrie. Un autre traité sur les Types épistolaires, plus tardif, lui a encore été attribué.
Comme orateur, celui qu’Adolphe Hatzfeld qualifia de « dilettante opportuniste » a été jugé par Cicéron représentatif du genre tempéré, intermédiaire entre le style sublime et le style simple : « Démétrios fut le premier qui abaissa le ton de l'éloquence ; il lui ôta son nerf et sa vigueur ; il aima mieux paraître agréable que puissant, et il le fut en effet ». À l'époque de Démétrios de Phalère, au moment où Athènes a perdu son indépendance, la grande éloquence était déjà finie.